# Frelih
Frelih je priimek v Sloveniji, ki ga je po podatkih Statističnega urada Republike Slovenije na dan 1. januarja 2010 uporabljalo 707 oseb in je med vsemi priimki po pogostosti uporabe uvrščen na 325. mesto.

## Znani nosilci priimka
- Ana Frelih-Larsen, agronomka, ekologinja
- Boštjan Frelih (*1993), nogometaš
- Črtomir Frelih (*1960), slikar in grafik, pedagog
- Darja (Božidara) Frelih (1953–2010), muzikologinja in bibliotekarka
- Drago Frelih (*1948), športnik kolesar in alpinist?
- Emil Frelih (1912–2007), operni režiser, scenograf in publicist
- Franc Frelih, podjetnik (poslovnež)
- Irena Trenc Frelih (*1944), prevajalka, urednica, založnica
- Ivo Frelih (1907–1991), fotograf, organizator
- Janez Frelih (*1942), športni delavec in sodnik za skoke in teke (komunalni gospodarstvenik)
- Jasmin B. Frelih (*1986), pisatelj
- Josip Frelih, vinar
- Jure Frelih, naravoslovni fotograf
- Lovro Frelih, glasbenik, zborovodja
- Luka Frelih (*1974), računalniški umetnik, programer, odprtokodni aktivist
- Majda Frelih Ribič (1930–2014), umetnostna zgodovinarka, konservatorka
- Marko Frelih (*1962), arheolog, etnološki muzealec (za Afriko in Ameriko)
- Marta Frelih  (*1967), filmsko-gledališka ustvarjalka, kostumografka, scenografka, režiserka dokumentarnih filmov
- Martina Frelih (*1977), geografka, knjižničarka, speleologinja
- Matej Frelih (1828–1892), duhovnik, pisatelj, pesnik, prevajalec
- Matevž Frelih (1905–1944), alpinist, smučar, gorski reševalec, partizan
- Nataša Polajnar Frelih, umetnostna zgodovinarka
- Polona Frelih (*1970), namizna tenisačica
- Polona Frelih (*1984), novinarka, dopisnica
- Polona Frelih (*2004), odbojkarica
- Rok Frelih (*1994), prvak in virtuoz na diatonični harmoniki, avtor, skladatelj
- Sandi Frelih (*1948), radijski novinar, urednik
- Saša Frelih - Mišo (1947–2025), organist v frančiškanski cerkvi in "hišni" skrbnik orgel v Cankarjevem domu
- Tone Frelih (*1945), filmski delavec, režiser in pisatelj
- Uroš Frelih, fotograf
- Veronika Frelih, vinarka, šolana v Franciji
- Žiga Frelih (*1998), nogometaš